# 元斌 (北斉)
元 斌（げん ひん、? - 551年）は、北魏・東魏の皇族。字は善集。

## 経歴
元泰の子として生まれた。建義元年（528年）、祖父の高陽王元雍と父の元泰が河陰で殺害されると、元斌は幼少で高陽王の位を継いだ。侍中・尚書左僕射の位を歴任した。美貌で知られ、性格は穏健で寛容であり、高澄に重用された。武定5年（547年）5月、尚書右僕射となった。6月、大鴻臚卿を兼ね、晋陽に赴いて高歓の喪の事務を監護した。天保元年（550年）、北斉が建てられると、爵位を降格されて、高陽県公となり、右光禄大夫に任じられた。天保2年（551年）、文宣帝の契丹遠征に従軍し、帰還する途中に白狼河にいたって、罪に問われて死を賜った。

## 伝記資料
- 『魏書』巻21上 列伝第9上
- 『北斉書』巻28 列伝第20
- 『北史』巻19 列伝第7